# La Trinité-sur-Mer
La Trinité-sur-Mer é uma comuna francesa na região administrativa da Bretanha, no departamento Morbihan. Estende-se por uma área de 6,2 km². Em 2010 a comuna tinha 1 659 habitantes (densidade: 267,6 hab./km²).